# 张庙街道
张庙街道是中国上海市宝山区的一个街道办事处。2006年5月8日，宝山区原泗塘新村街道和通河新村街道合并，成立张庙街道办事处。位于上海市宝山区南部，东起西泗塘河，西至共和新路，南迄一二八纪念路，北临蕰藻浜。面积为5.19平方公里，户籍人口12.47万人（2008年），下辖40个居委会。办公地址设在呼玛路800号（原通河新村街道办事处办公地址）。 

## 历史沿革
张庙街道是1959年配合上海市治金、化工等工业项目落户吴淞工业区而建设的工人新村。1960年成立张庙路办事处，1962年建立张庙路街道办事处，时属吴淞区。1964年吴淞区建制撤销划入杨浦区。1965年改名泗塘新村街道办事处。1980年划入宝钢地区办事处，1981年在宝钢地区办事处基础上建立吴淞区，又重归吴淞区。1988年宝山县、吴淞区“撤二建一”后，属宝山区。1980年代中期张庙地区新辟居民住宅区，随着市政建设动迁居民的导入，1990年泗塘新村街道爱辉路以东划出成立通河新村街道，2006年5月8日泗塘新村街道和通河新村街道撤并成立张庙街道。

## 街道风貌
建于1959年的张庙一条街与闵行一条街齐名，街面总宽达50米，曾为上海市最宽畅的街道，其中车行道宽21米，道路两侧绿树鲜花成荫，沿街住房底层为商店，楼上为住宅。从1960至1980年代，接待来自100多个国家和地区中外贵宾约10万人次，时任国家副主席宋庆龄前来视察。张庙街道基本上是一个纯居民住宅区，新村住宅楼煤卫设施齐全，辖区内有4家医院（1家二级3家一级）和6个社区卫生服务分中心、3个社区公园（1家名為泗塘公園的三星级公園）、1家电影院、12个图书馆、9个东方信息苑、家乐福和华联吉买盛大卖场、占地20亩的通河全民健身中心，建筑面积达3000平方米的社区事务受理服务中心。街道连续四届蝉联了上海市文明社区。交通便捷，由轨道交通1号线（有通河新村和呼兰路两个站点）、南北高架、12条公交线路始发站和五横四纵的地面道路，构成了完整的交通网络。辖区内有一二八无名英雄纪念墓遗址和庙行纪念村牌坊等淞沪抗战遗迹。

## 行政区划
张庙街道下辖以下居委会：虎林居委会、新桥居委会、泗塘居委会、虎林二居委会、泗塘三村居委会、泗塘四村一居委会、泗塘四村三居委会、泗塘五村一居委会、泗塘五村二居委会、泗塘六村居委会、泗塘七村居委会、泗塘八村居委会、呼玛一村二居委会、呼玛一村三居委会、富浩居委会、泗塘七村三居委会、振兴居委会、通河一村居委会、通河二村居委会、通河三村一居委会、通河三村二居委会、通河四村一居委会、通河四村二居委会、通河六村一居委会、通河六村二居委会、通河七村一居委会、通河八村一居委会、通河八村二居委会、通河八村三居委会、呼玛二村一居委会、呼玛二村二居委会、呼玛三村一居委会、呼玛三村二居委会、呼玛三村三居委会、呼玛三村四居委会、呼玛四村居委会、呼玛五村居委会、通河七村二居委会、通河九村居委会、三湘盛世花苑居委会。